# Misterioso
Misterioso ist ein Album von Thelonious Monk. Die Aufnahmen, die im New Yorker Jazzclub Five Spot Cafe im August 1957 entstanden waren, erschienen 1958 als Langspielplatte bei Riverside Records und in um zwei Titel erweiterter Form 2006 als Compact Disc bei Original Jazz Classics. Misterioso erhielt seinen Titel von Monks gleichnamigen Komposition aus dem Jahr 1948. Es war die zweite Veröffentlichung von Mitschnitten Monks aus dem Five Spot nach Thelonious in Action.

## Hintergrund
Der Begriff „Misterioso“ stammt aus dem Italienischen und bedeutet „auf mysteriöse Weise“. Er wird am häufigsten in der klassischen Musik als Notation verwendet.
Das Thelonious Monk Quartett hatte im Sommer 1957 ein längeres Engagement im New Yorker Club Five Spot Cafe auf der Lower East Side von Manhattan, das zu einem großen Erfolg wurde; „acht Monate dauert sein Five-Spot-Auftritt, der Club ist stets vollbesetzt“, schrieb Thomas Fitterling. In dieser Zeit spielte Monk mit den Saxophonisten John Coltrane. Auch im Folgejahr kam es zu einem längeren Gastspiel im Five Spot, diesmal mit dem Saxophonisten Johnny Griffin; im Quartett mit diesem entstanden die Livemitschnitte Thelonious in Action (9. Juli) und Misterioso am 7. August 1958. Im September 1958 kündigte Griffin, da er von den Gagen im Five Spot nicht leben konnte; an seiner Stelle kam Sonny Rollins in die Band.

## Titelliste
- Thelonious Monk Quartet – Misterioso (Riverside Records – RLP 12-279)[6]

A1  Nutty (Monk) 5:15

A2  Blues Five Spot (Monk)  8:06

A3  Let’s Cool One (Monk) 9:14
B1  In Walked Bud (Monk) 11:22

B2  Just a Gigolo (Irving Caesar, Leonello Casucci) 2:03

B3  Misterioso (Monk) 10:50
- Die CD-Ausgabe enthielt die zusätzlichen Titel  „’Round Midnight“ (6:15) und „Evidence“ (10:14).[7]

## Rezeption
Lindsay Planer meinte in Allmusic zum Spiel der Musiker des Quartetts: „Ihre überwältigenden und instinktiven Fähigkeiten tragen direkt zu dem kraftvollen Swingen und dem zusammenhängenden Klang bei, den sie ständig neu erfinden könnten.“
„Misterioso“ als Adjektiv beschreibt weniger die Musik als den Musiker, meint Jack Goldstein. „[Neil] Tesser weist darauf hin, dass es heutzutage nur wenige Jazz-Innovatoren gibt, die geehrter sind als Thelonious Monk. Früher war das nicht immer so. Er mag den Weg für vieles vorbereitet haben, was mehr geschätzte Künstler – Dizzy, Bird – taten, aber es dauerte ziemlich lange, bis er die Anerkennung erhielt. Er hat nicht die gleiche Art von frei fließendem Bop ausgegeben. Er spielte nicht mit der gleichen Art von Virtuosität. Vielen Kritikern fiel es schwer, genau zu verstehen, was an dem Mann und seiner Musik den Five Spot ausfüllte.“